# Diocesi di Zenopoli di Licia
La diocesi di Zenopoli di Licia (in latino: Dioecesis Zenopolitana in Lycia) è una sede soppressa del patriarcato di Costantinopoli e una sede titolare della Chiesa cattolica.

## Storia
Zenopoli di Licia, nell'odierna Turchia, è un'antica sede episcopale della provincia romana di Licia nella diocesi civile di Asia. Faceva parte del patriarcato di Costantinopoli ed era suffraganea dell'arcidiocesi di Mira.
La diocesi è documentata nelle Notitiae Episcopatuum del patriarcato di Costantinopoli fino al X secolo. Tuttavia è noto un solo vescovo, Staurazio, che partecipò al secondo concilio di Nicea nel 787.
Le Quien aggiunge anche il vescovo Gennadio, che prese parte al secondo concilio di Costantinopoli nel 553 e ne sottoscrisse gli atti come episcopus Zenonopolitanorum civitatis Pamphyliae provinciae. Secondo l'edizione critica degli atti di questo concilio, Gennadio era vescovo di Zenopoli di Isauria.
Dal XVII secolo Zenopoli di Licia è annoverata tra le sedi vescovili titolari della Chiesa cattolica; la sede è vacante dal 10 agosto 1808.

## Cronotassi

### Vescovi greci
- Staurazio † (menzionato nel 787)

### Vescovi titolari
I vescovi di Zenopoli di Licia appaiono confusi con i vescovi di Zenopoli di Isauria, perché nelle fonti citate le cronotassi delle due sedi non sono distinte.
- Nestor Rita † (2 dicembre 1669 - 20 agosto 1670 nominato arcivescovo titolare di Sebastea)
- Juan Durán, O. de M. † (19 agosto 1680 - 1691 deceduto)
- Giorgio Maria Lascaris, C.R. † (29 giugno 1741 - 22 luglio 1754 nominato arcivescovo titolare di Teodosia)
- Filippo Niccolò Cecina † (15 dicembre 1755 - 9 gennaio 1765 deceduto)
- Scipione Ardoino Alcontres, C.R. † (19 dicembre 1768 - 17 giugno 1771 nominato arcivescovo di Messina)
- Francisco de Lemos de Faria Pereira Coutinho † (13 aprile 1774 - 29 agosto 1779 succeduto vescovo di Coimbra)
- Filippo Antonio Buffa, O.F.M.Conv. † (18 settembre 1780 - 10 novembre 1794 deceduto)
- Jan Chrzciciel Albertrandi † (18 dicembre 1795 - 10 agosto 1808 deceduto)